# Staryki (obwód wołyński)
Staryki (ukr. Старики) – wieś na Ukrainie, w obwodzie wołyńskim, w rejonie łuckim, w hromadzie Beresteczko. W 2001 liczyła 596 mieszkańców, spośród których 591 wskazało jako ojczysty język ukraiński, 4 rosyjski, a 1 inny.
W okresie międzywojennym wieś znajdowała się w granicach II RP. Do 1934 w granicach miasta Beresteczko (do 1925 w powiecie dubieńskim), od 15 kwietnia weszła w skład gminy Beresteczko w powiecie horochowskim, w województwie wołyńskim.
Do 2020 w rejonie horochowskim. 